# Рейд на Метони
Рейд на Метони (греч. Ναυμαχία της Μεθώνης) — эпизод греческой войны за независимость.

## География событий
Греческий город Метони на юго-западе полуострова Пелопоннес после взятия Константинополя крестоносцами в 1204 году попал в руки венецианцев, которые именовали его Модон. Венецианцы построили здесь крепость Модон, их город-крепость стал оплотом венецианского, а затем турецкого контроля над полуостровом.

## Хроника событий
С 1821 по 1824 год Османская империя пыталась безуспешно подавить Греческую революцию. В 1824 г. турецкий султан был вынужден обратиться за помощью к своему вассалу Мохамеду Али (албанцу по происхождению), правителю Египта. Мохамед Али, в отличие от султана, располагал армией и флотом, организованными наемными европейскими, в основном французскими бывшими наполеоновскими офицерами, продолжавшими служить в египетских армии и флоте.
Командование экспедицией было поручено мамелюку Ибрагиму (по одним данным приемному сыну Мохамеда Али, выкраденному турками в детстве христианскому мальчику, по другим — его сыну от христианской женщины) .
12 февраля 1825 г. Ибрагим, воспользовавшись греческой междоусобицей, высадился беспрепятственно в Метони. 26 апреля флот Ибрагима берёт с боем остров Сфактерия, прикрывающий с запада бухту города Пилос. 6 греческих кораблей, оказавшихся в бухте, сумели выйти из неё (см Бриг Арес). Турецко-египетский флот встал в бухте на якоря.

## Греческий флот
Флот греческих повстанцев, под командованием Миаулис Андреас-Вокос, состоящий из вооруженных коммерческих судов, избегал боя с линейными египетскими кораблями и наблюдал за событиями на расстоянии, довольствуясь только перехватом транспортов и выискивая случай для атаки брандерами.
На тот момент Миаулис располагал только двумя брандерами. 29 апреля Миалис пригласил капитанов брандером кап. Пипинос и кап. Рафалиас и спросил их согласие на попытку атаковать турецкий флот в бухте Пилоса. Пипинос согласился Рафалиас отказался, утверждая, что нет никаких шансов на успех и что посему риск неоправдан. После чего Миаулис передал командование брандером «безусому юнцу» Георгиос Политис.
На следующий день с острова Идра прибыло ещё 4 брандера под командованием кап. Бикос кап. Спахис кап. Цапелис и кап. Димамас.
Между тем кап. Антониос Криезис задержал транспорт, под флагом находившихся тогда под британским контролем Ионических островов. От греческого капитана транспорта была получена информация, что в Метони собралось более 20 турецких кораблей -фрегатов, корветов и транспортов. Миаулис немедленно принимает решение атаковать Метони, вместо Пилоса .

## Сдача Пальокастро
Крепость Пальокастро прикрывала с материка северный, мелководный, выход из бухты Пилоса.
Осажденные в крепости греческие повстанцы оставались без боеприпасов и провианта.
Было принято решение: части осажденных прорываться, но прорваться удалось примерно сотне бойцов, убитых и плененных было около 400. Среди попавших в плен оказался и белградский болгарин Хадзихристос (Дагович, Христос).
Оставшиеся 1525 бойцов отбили ещё одну атаку турок, что вынудило Ибрагима не желавшего простаивать у крепости начать переговоры. Клятвами были закреплены условия беспрепятственного выхода осажденных: сдача оружия и ценностей. Уходя из крепости, осажденные прошли между двумя линиями турок, держащих оголенными свои сабли и ятаганы, как знак повиновения повстанцев.

## Рейд
30 апреля, в день когда сдалась крепость Пальокастро, флот написал ещё одну славную страницу в своей истории.
Около 20:00 греческий флот прошёл проливом Сапьендза-Метони. Увидев приближение греческих кораблей, капитаны турецких кораблей и австрийских транспортов турецкой флотилии дали команду рубить якорные канаты. Нескольким судам удалось снятся и уйти с попутным ветром, но основная часть турецких кораблей оказалась запертой в Метони. Все шесть брандеров пошли в атаку одновременно. Пламя пожаров в течение пяти часов освещало ночью Метони. В какой-то момент показалось что взрывы охватили и саму крепость, но это взлетела на воздух двух-палубная «Азия» с её 60-ю орудиями. В своем рапорте Миаулис доложил, что было сожжено 2 фрегата, 3 корвета и все находившиеся в Метони бриги и транспорты. Никогда ранее флоту повстанцев не удалось в один вечер нанести такой урон турецкому флоту, но, будучи реалистом, Миаулис дописал в своем рапорте: «будем считать, что нам ничего не удалось, что опасность для Греции остаётся опасностью, если мы не продолжим наносить многократные удары по нашему сильному врагу».
С другой стороны этот рейд, как и «Леонидово сражение», которое дал Папафлессас при Маньяки через 20 дней, лишили Ибрагима и его европейских советников их первоначальных иллюзий, что им удастся легко и быстро добиться того, что не удалось туркам и албанцам в течение четырёх лет — усмирить восставшую Грецию.